# Antoine du Houx de Vioménil
Antoine Charles du Houx, Baron de Vioménil (* 1728 in Fauconcourt; † November 1792 in Paris) war ein französischer Militär. Er kämpfte im Amerikanischen Unabhängigkeitskrieg und kam infolge des Tuileriensturms ums Leben.

## Leben
Antoine du Houx de Vioménil war der älteste Sohn von François Hyacinte du Houx, Baron de Belrupt, Seigneur de Fauconcourt, und Marie Anne Antoinette Gillet de La Vallée de Rarécourt; sein Bruder war der spätere Marschall von Frankreich Charles du Houx de Vioménil (1734–1827).
Seine Militärkarriere begann Antoine du Houx während des Österreichischen Erbfolgekriegs (1740–1748) im Alter von 15 Jahren als Lieutenant im Régiment de Limousin, in dem sein Vater als Capitaine ein Bataillon kommandierte. Vier Jahre später wurde er selbst Capitaine, nahm mit diesem Rang am Flandernkrieg teil und erlitt eine Verwundung bei der Belagerung von Bergen op Zoom (1747).
1759 – während des Siebenjährigen Kriegs (1756–1763) – wurde er zum Oberst der Freiwilligen der Dauphiné ernannt. Er nahm an der Eroberung von Hannover teil, bei der er die leichten Truppen des Armeekorps kommandierte, das unter dem Oberbefehl des Fürsten Condé stand. Als Brigadier, dann Oberst der Légion de Hainaut, wurde er nach Korsika entsandt, wo er an den Feldzügen von 1768 und 1769 unter dem Kommando des Marquis de Chauvelin und des Marschalls Vaux teilnahm, die ihm die Beförderung zum Maréchal de camp und zum Kommandeur im Ordre royal et militaire de Saint-Louis einbrachten.
1770 wurde er mit einigen französischen Offizieren (darunter der spätere Marschall Kellermann) und Geld nach Polen gesandt, um die dortige Konföderationspartei gegen die russischen Armeen zu unterstützen. Sie führte zunächst recht erfolgreich einige wichtige Operationen durch, insbesondere die Einnahme der Burg von Krakau, gerieten aber durch die Armeen der drei Großmächte bald so in Bedrängnis, dass die Konföderierten gezwungen waren, sich zu unterwerfen. Die Franzosen, die ihnen zu Hilfe gekommen waren, mussten in ihre Heimat zurückkehren.
1780 segelte er nach Nordamerika, und übernahm dort unter Rochambeaus das Kommando als Stellvertreter (commandeur en second) und kämpfte in der den Amerikanischen Unabhängigkeitskrieg entscheidenden Schlacht bei Yorktown (1781).
Noch 1781 wurde er zum Lieutenant général ernannt, erhielt 1782 das Großkreuz des Ordre de Saint-Louis. Nach dem Friedensschluss und seiner Rückkehr nach Frankreich (an Bord der Hermione, die am 2. Februar 1782 ablegte und am 25. Februar die Île d’Aix erreichte) wurde er Gouverneur von La Rochelle.
Beim Ausbruch der Revolution wurde er noch im Juli 1789 in die Armee beordert, die bei Paris unter dem Oberbefehl des Marschalls Broglie zusammengezogen wurde. 1791 sollte er Ludwig XVI. auf dessen Flucht nach Varennes (20./21. Juni 1791) begleiten, aber das Beharren der Hofdame Louise-Élisabeth de Croÿ de Tourzel, einen Platz bei der königlichen Familie einzunehmen, verhinderte dies. General Vioménil scheint sich mehr und mehr an die Person des Königs zu binden, da er die Gefahren für ihn zunehmen sah. Er wich kaum mehr von dessen Seite und wurde am 10. August 1792 beim Tuileriensturm schwer verwundet. Erst wurde er vom Botschafter von Venedig, der ein Haus in der Nähe hatte, aufgenommen und in dessen Auftrag gepflegt, war aber bald gezwungen, ein anderes Asyl aufzusuchen, und wurde von François de Pange in ein Haus der Comtesse de Sérilly in der Rue des Capucines gebracht. Er starb im November 1792 an den Folgen seiner Verwundungen.